# 全印电视台

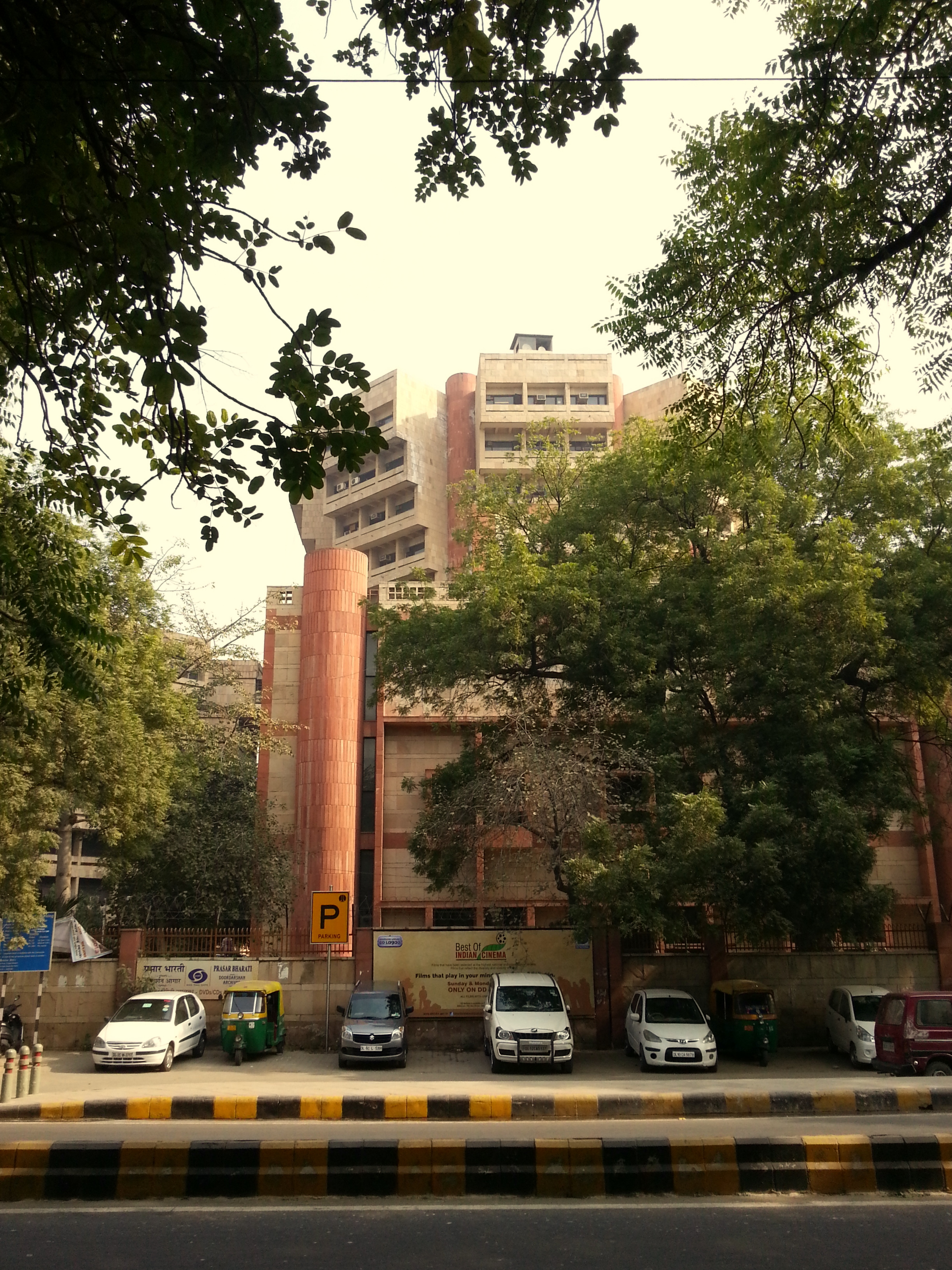

全印电视台（羅馬化：Dūradarśana，简写为DD），是印度的国家电视台，也是印度最大的电视台。隶属于印度政府新闻广播部下属的印度广播公司。
全印电视台成立於1959年9月15日，并于1965年正式开播。全印电视台最开始为全印广播电台的一个分支机构。1996年，全印电视台脱离全印广播电台，并开始播出电视广告。全印电视台总部设在新德里，在孟买、加尔各答等地设有分支机构。

## 全印电视台频道
全印电视台现运营7个全国频道和若干个地方频道。7个全国频道分别是：
1. 全国频道（DD National/DD-1），是面向全国的综合性频道；
2. 新闻频道（DD News），于2003年11月3日开播，替代主要以城市观众为对象的大都会频道（DD Metro/DD-2）；
3. 印度频道（DD India），原名DD International和DD World，于1995年3月14日开播，是对外广播的卫星电视新闻频道；
4. 体育频道（DD Sports），于1998年3月18日开播，替代DD3电影俱乐部频道；
5. 巴拉蒂频道（DD Bharati），是面向全国的文化艺术频道；
6. 农民频道（DD Kisan），本频道的开设是2014年印度总统选举前人民党提出施政承诺的一部分，于2015年5月26日开播；
7. 乌尔都语频道（DD Urdu）。

在上述频道中，“全国电视网”（DD1）作为全印电视台的第一套节目和面对全印度的综合频道尤其多人收看。